# François Roulland
Pour les articles homonymes, voir Roulland.

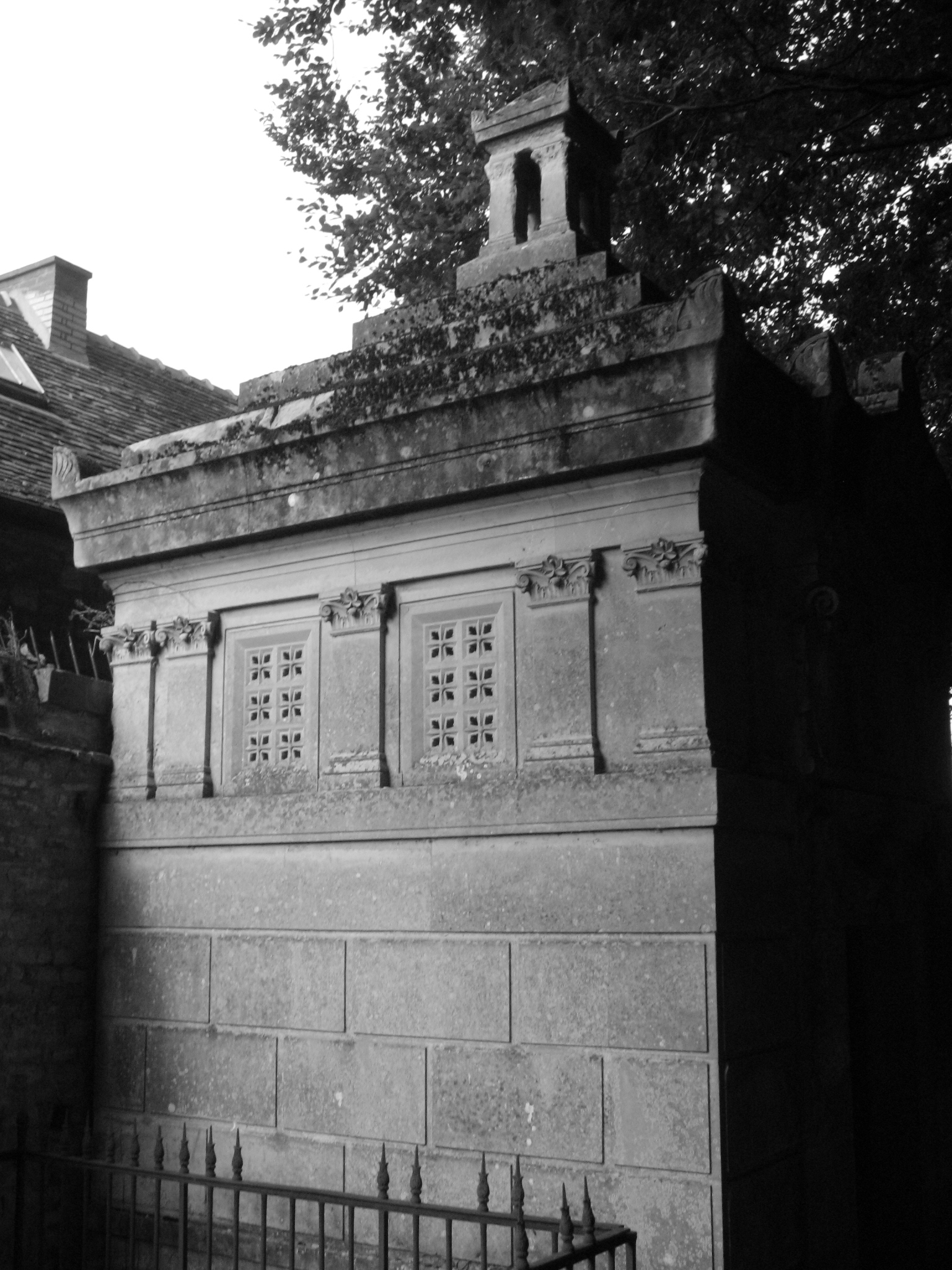
Tombe de François Roulland.

François Roulland est un médecin et un homme politique français. Il est maire de Caen du 4 septembre 1870 à sa mort le 1er mai 1875.

## Biographie
François Gabriel Victor Roulland est né le 5 août 1817 à Saint-Vaast-la-Hougue dans la Manche. Il fait des études de médecine à l'université de Caen. Après être devenu médecin, il devient professeur à l'école de médecine de Caen puis directeur de cette même école.
Après la chute du Second Empire, il est nommé maire de Caen le 4 septembre 1870. Il reste à ce poste jusqu'à sa mort. Il meurt d'une crise d'apoplexie lors d'une représentation au théâtre le 1er mai 1875.
Il est inhumé au cimetière des Quatre-Nations.